# 10-talet f.Kr.

## Händelser
- 12 f.Kr. - Halleys komet observeras från jorden.

## Födda
- 1 augusti 10 f.Kr. - Claudius, romersk kejsare.

## Avlidna
- 21 september 19 f.Kr. - Publius Vergilius Maro, romersk poet.